# العلاقات الرومانية اللاوسية
العلاقات الرومانية اللاوسية هي العلاقات الثنائية التي تجمع بين رومانيا ولاوس.

## مقارنة بين البلدين
هذه مقارنة عامة ومرجعية للدولتين:
| وجه المقارنة                                              | رومانيا                                                                               | لاوس        |
| --------------------------------------------------------- | ------------------------------------------------------------------------------------- | ----------- |
| المساحة (كم2)                                             | 238.40 ألف                                                                            | 236.80 ألف  |
| عدد السكان (نسمة)                                         | 19.59 مليون                                                                           | 6.86 مليون  |
| الكثافة السكانية (ن./كم²)                                 | 82.17                                                                                 | 28.97       |
| العاصمة                                                   | بوخارست                                                                               | فيينتيان    |
| اللغة الرسمية                                             | اللغة الرومانية                                                                       | اللغة اللاو |
| العملة                                                    | ليو روماني                                                                            | كيب لاوي    |
| الناتج المحلي الإجمالي (بليون دولار)                      | 211.80 مليار                                                                          | 16.85 مليار |
| الناتج المحلي الإجمالي (تعادل القوة الشرائية) بليون دولار | 465.56 مليار                                                                          | 38.71 مليار |
| الناتج المحلي الإجمالي الاسمي للفرد دولار أمريكي          | 9.47 ألف                                                                              | 1.82 ألف    |
| الناتج المحلي الإجمالي للفرد دولار أمريكي                 | 23.63 ألف                                                                             |             |
| مؤشر التنمية البشرية                                      | 0.793                                                                                 | 0.575       |
| رمز المكالمات الدولي                                      | +40                                                                                   | +856        |
| رمز الإنترنت                                              | .ro                                                                                   | .la         |
| المنطقة الزمنية                                           | ت ع م+02:00، ت ع م+03:00، أوروبا/بوخارست ‏، توقيت شرق أوروبا، توقيت شرق أوروبا الصيفي ‏ | ت ع م+07:00 |

## منظمات دولية مشتركة
يشترك البلدان في عضوية مجموعة من المنظمات الدولية، منها:
| علم المنظمة | اسم المنظمة                        | تاريخ انضمام رومانيا | تاريخ انضمام لاوس |
| ----------- | ---------------------------------- | -------------------- | ----------------- |
|             | مؤسسة التنمية الدولية              | 12 أبريل 2014        | 28 أكتوبر 1963    |
|             | مؤسسة التمويل الدولية              | 23 سبتمبر 1990       | 29 يناير 1992     |
|             | منظمة حظر الأسلحة الكيميائية       | ?                    | ?                 |
|             | الأمم المتحدة                      | 14 ديسمبر 1955       | 14 ديسمبر 1955    |
|             | منظمة الشرطة الجنائية الدولية      | ?                    | ?                 |
|             | البنك الدولي للإنشاء والتعمير      | 15 ديسمبر 1972       | 5 يوليو 1961      |
|             | وكالة ضمان الاستثمار متعدد الأطراف | 10 سبتمبر 1992       | 5 أبريل 2000      |
|             | يونسكو                             | 27 يوليو 1956        | 9 يوليو 1951      |

## وصلات خارجية
- موقع وزارة الخارجية الرومانية